# 会津村松站
會津村松站（日语：／ Aizu-muramatsu eki */?）曾經是一個位於福島縣喜多方市的日本國有鐵道（國鐵）日中線鐵路車站（廢站）。在日中線廢線以前先在1984年（昭和59年）廢站。

## 相鄰車站
日本國有鐵道
日中線
喜多方－會津村松－上三宮